# Impatiens rubricolor
Impatiens rubricolor är en balsaminväxtart som beskrevs av Tardieu. Impatiens rubricolor ingår i släktet balsaminer, och familjen balsaminväxter. Inga underarter finns listade i Catalogue of Life.